# Globus
Globus (conosciuto anche come Globus Music) è il nome commerciale di un insieme di produttori, musicisti e cantanti di primo piano della società di produzione di trailer cinematografici Immediate Music. I compositori principali sono Yoav Goren e Jeffrey Fayman.
Il loro stile aggiunge alla musica da film elementi rock, pop ed altri
Il gruppo, nato nel 2006, pubblica il primo album, Epicon, il 24 luglio 2006, in Regno Unito. Due giorni dopo inizia al The Grand Hall di Londra un piccolo tour promozionale di supporto.
Nel 2008 è stato pubblicato sulla TV satellitare Sky britannica il film/concerto Globus — Live At Wembley ed in DVD il 29 luglio 2008.
Il 3 febbraio 2009 hanno pubblicato il singolo Orchard of Mines, che è stato in classifica della Billboard Hot Singles, per 9 settimane. Il 27 giugno dello stesso anno partecipano al concerto multimediale "Trailer Music Live" con gli Immediate Music.
Il 3 febbraio 2010 hanno pubblicato l'album live Globus Epic Live, registrazione dello spettacolo con gli Immediate Music al Grand Hotel.

## Formazione
- Yoav Goren - pianoforte
- Dann Pursey e Tal Damani - voce e chitarra
- Greg Bissonette - tamburo
- Jeffrey Fayman - compositore
- Lisbeth Scott, Anneke Van Giersbergen e Scott Ciscon  - voce
- Matt Bissonette - basso
- Tate Simms - basso e chitarra

## Discografia

### Album
- 2006 - Epicon (Imperativa Records)
- 2008 - Epicon (Imperativa Records)
- 2010 - Globus Epic Live (Imperativa Records)
- 2011 - Break from this World (Imperativa Records)
- 2022 - Cinematica (Imperativa Records)

### Singoli
- 2008 - Orchard of Mines (Imperativa Records)

### DVD
- 2008: Globus Live At Wembley